# Pułk Piechoty im. Józefa Napoleona

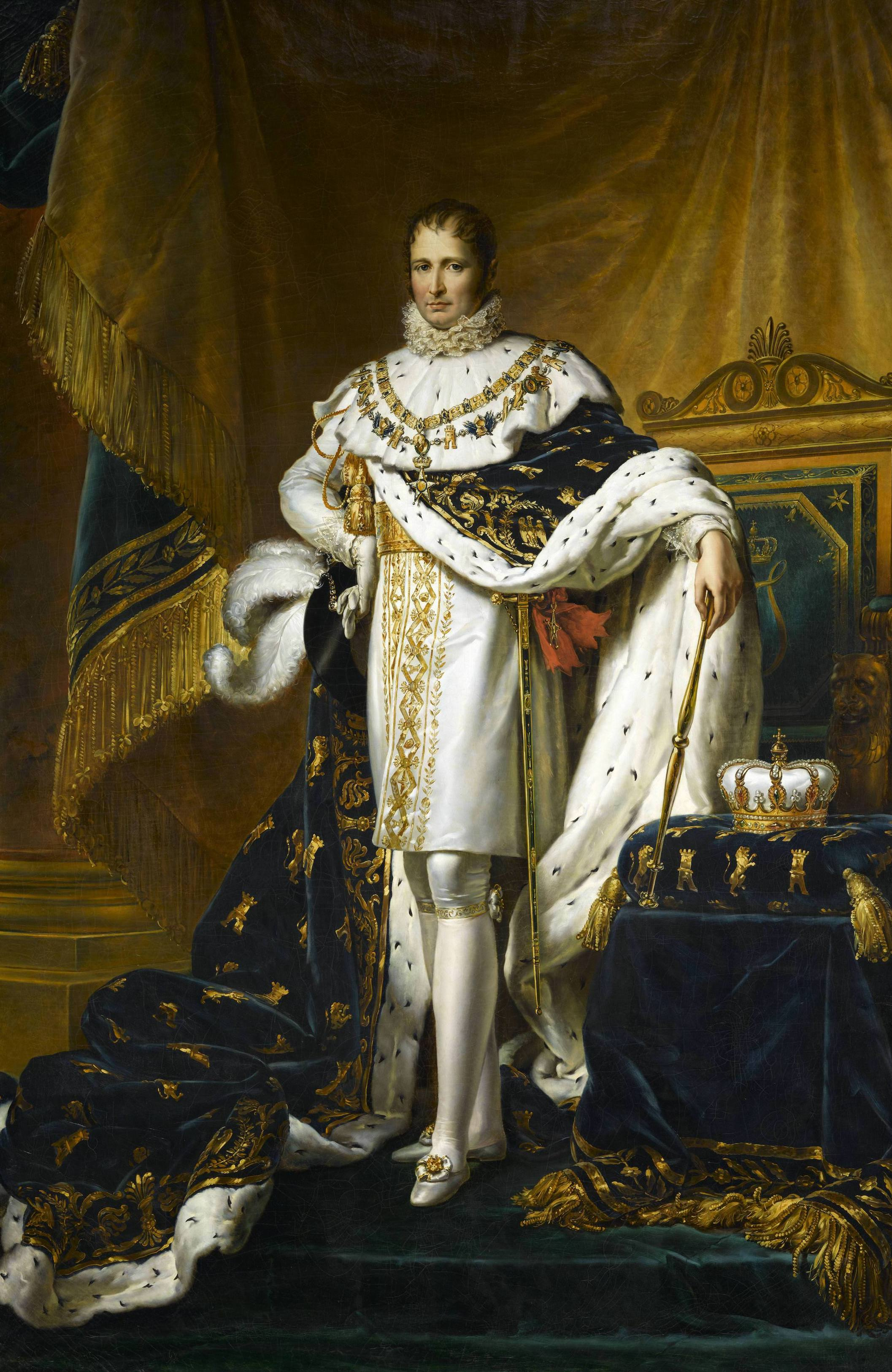
Józef Bonaparte, król Hiszanii w latach 1808–1813 oraz patron pułku

Pułk Piechoty im. Józefa Napoleona (fr. Régiment Joseph Napoléon), potocznie określany jako Pułk Hiszpański (fr. Régiment Espagnol) – pułk piechoty liniowej Wielkiej Armii I Cesarstwa Francuskiego.
Oddział ten, sformowany głównie z hiszpańskich jeńców wojennych, istniał w latach 1809–1813 i walczył na żołdzie francuskim.
Jego żołnierze brali udział w działaniach zbrojnych okresu wojen napoleońskich, m.in. w inwazji na Rosję w 1812 oraz w bitwach przeciw VI koalicji antyfrancuskiej.

## Dowódcy pułku
- Jean de Kindelan (13 lutego 1809 – 19 stycznia 1812)
- Jean Baptiste Marie Joseph de Tschudy (19 stycznia 1812 – 25 listopada 1813)